# Amphineurus (Amphineurus) longipes
Amphineurus (Amphineurus) longipes is een tweevleugelige uit de familie steltmuggen (Limoniidae). De soort komt voor in het Neotropisch gebied.